# Karpatiosorbus
Karpatiosorbus — рід квіткових рослин родини трояндових (Rosaceae). Він містить близько 85 видів, які поширені в Європі, та Алжирі.
Назва роду Karpatiosorbus на честь Золтана Карпаті (1909–1972), який був угорським (гео)ботаніком, систематиком, дендрологом і фахівцем з Sorbus (з Центральної Європи).
В Україні у гірському Криму росте  Karpatiosorbus tauricola

## Морфологічна характеристика
Це кущі чи невеликі дерева, вони, здається, виникли в результаті гібридизації між кладами Aria (Pers.) Host і Torminalis Medik..